# Patibolo di Halifax

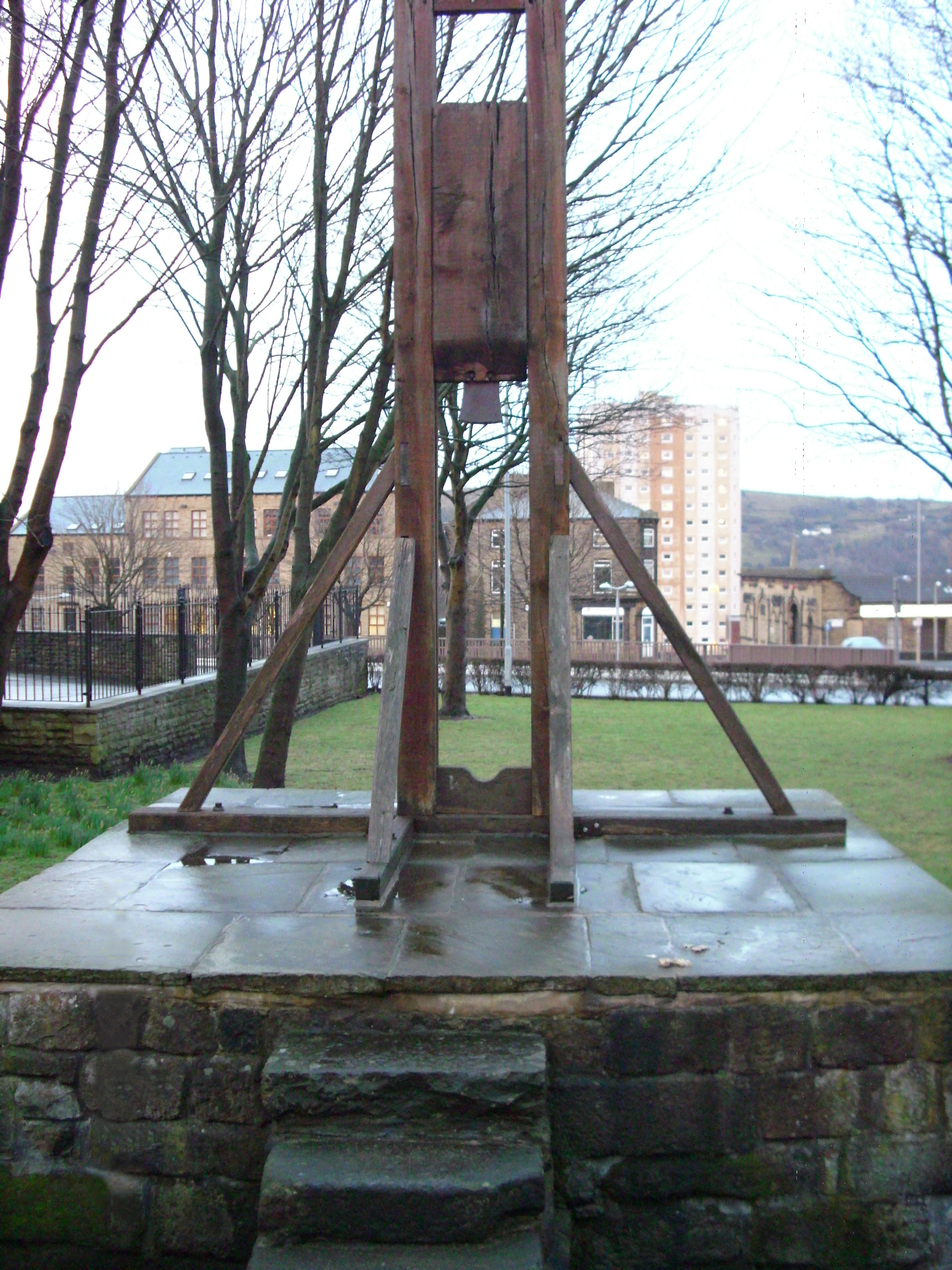
Replica del patibolo di Halifax, posta sul suo sito originale in Gibbet Street.

Il patibolo di Halifax (in inglese Halifax Gibbet o Halifax engine) è una ghigliottina primitiva usata ad Halifax in Inghilterra dal 1280. Le differenze con la ghigliottina sono dovute alla presenza di una lama a forma di ascia e non di trapezio rettangolo, un maggiore peso posto al di sopra della lama stessa e infine l'uso frequente di un ceppo che sostituiva le lunette della macchina usata in Francia dal 1792.